# Гувениус, Николай Максимович
Николай Максимович Гувениус (?—1863 или 1871) — капитан 1-го ранга, капитан над Петербургским портом, герой Севастопольской обороны.

## Биография
17 марта 1826 года принят в Морской кадетский корпус, 3 января 1833 года произведён в гардемарины. В 1833 и 1834 годах на фрегате «Юнона» и корабле «Нарва» совершал учебные плавания по Балтийскому морю и Ботническому заливу.
Выпущен из корпуса 19 декабря 1834 года мичманом в Черноморский флот. С этого времени на различных кораблях совершал регулярные плавания по Чёрному морю. В 1837 году находился на бриге «Кастор» и крейсировал у абхазских берегов, в устье реки Авгуй участвовал в атаке на контрабандные суда, затем был в десантной операции против горцев при овладении Константиновским мысом. За отличие в этой кампании получил свой первый орден — орден Св. Анны 4-й степени с надписью «За храбрость».
14 апреля 1840 года произведён в лейтенанты. В 1843—1844 годах состоял на бриге «Персей» и совершил экспедицию в Архипелаг. В 1847 году награждён орденом Св. Анны 3-й степени. В 1849 году командовал тендером «Нырок» у берегов Абхазии, 6 декабря 1849 года за отличие произведён в капитан-лейтенанты. В 1850—1852 годах командовал бригом «Фемистокл». 26 ноября 1853 года за проведение 18 морских кампаний был награждён орденом Св. Георгия IV класса (№ 9270 по кавалерскому списку Григоровича — Степанова).
С 1853 года командовал фрегатом «Коварна», получил орден Св. Анны 2-й степени. Принимал участие в Крымской войне. С 13 сентября 1854 года по 28 августа 1855 года находился в Севастополе на 5-м бастионе, командовал 3-м стрелковым батальоном и неоднократно совершал вылазки против англо-франко-турецких союзников. Был начальником артиллерии 1-го оборонительного отделения (в его отсутствие фрегатом «Коварна» командовал лейтенант Г. Д. Гедеонов). Был ранен штуцерной пулей в висок и контужен ядром в шею, плечо и голову. 6 декабря 1854 года за многочисленные боевые отличия был произведён в капитаны 2-го ранга и назначен состоять при адмирале П. С. Нахимове, а затем был комендантом Ростиславского редута. 22 июня 1855 года ему была пожалована золотая сабля с надписью «За храбрость». Также за боевые отличия был награждён орденом Св. Владимира 4-й степени с бантом. 30 августа того же года назначен командиром винтового фрегата «Громобой».
По окончании военных действий был вызван в столицу и 2 апреля 1856 года назначен помощником капитана над Санкт-Петербургским портом, временно исполнял должность смотрителя Охтенских слобод, 26 августа произведён в капитаны 1-го ранга и в ноябре утверждён в занимаемой должности. 26 сентября 1858 года Охтенские слободы как отдельная административная единица были упразднены и присоединены к городской территории Санкт-Петербурга, должность слободского смотрителя также была ликвидирована и Гувениус получил назначение на пост капитана над Санкт-Петербургским портом. В 1860 году удостоен ордена Св. Владимира 3-й степени с мечами.
С датой смерти имеются разночтения в источниках. По данным Ф. Ф. Веселаго Гувениус скончался 27 февраля 1863 года, П. Ф. Рерберг также назвает 1863 год. В «Петербургском некрополе» сказано что Гувениус скончался 30 апреля 1871 года в Санкт-Петербурге и был похоронен на Смоленском православном кладбище. В «Памятных книжках Морского ведомства» начиная с 1863 года фамилия Гувениуса отсутствует.